# Bränn alla mina brev (film)
Bränn alla mina brev är en svensk dramafilm från 2022 som regisserades av Björn Runge och bygger på Alex Schulmans självbiografiska roman med samma namn från 2018.
Filmen hade biopremiär i Sverige den 23 september 2022, utgiven av SF Studios.

## Handling
Delar av filmen utspelar sig på 1930-talet och baseras på den verkliga historien om Karin Stolpes relation med maken Sven Stolpe och hennes kärleksaffär med Olof Lagercrantz.

## Rollista (i urval)
- Gustav Lindh – Olof Lagercrantz
- Bill Skarsgård – Sven Stolpe
- Asta Kamma August – Karin Stolpe
- Sverrir Gudnason – Alex Schulman
  - Ossian Skarsgård - Alex Schulman som ung
- Sten Ljunggren - Sven Stolpe som äldre
- Marika Lindström - Karin Stolpe som äldre
- Sonja Richter

## Produktion
Filmen producerades av SF Studios i samproduktion med SVT, Film i Väst, Film Stockholm och Meta Film och med stöd från Svenska filminstitutet och EU:s Kreativa Europa MEDIA-program medan SF Studios distribuerar filmen i Sverige och övriga Norden.
Inspelningarna inleddes i augusti 2021 och spelades in under hösten på Sigtunastiftelsen, i Stockholm och i Västergötland.